# Slag bij Odaihara
De Slag bij Odaihara was een slag tijdens de Japanse Sengoku-periode. De slag vond plaats in 1546 en was een van de stappen van Takeda Shingen om zijn macht in de provincie Shinano te vergroten. De troepen van de Takeda troffen de troepen van de Uesugi, onder leiding van Uesugi Norimasa, op de vlakte van Odaihara. Shingen versloeg de troepen van Norimasa, terwijl een deel van zijn troepen niet mee kon vechten omdat ze betrokken waren bij het gelijktijdige beleg van Shika. Dankzij de overwinning had Shingen de beschikking over honderden afgehakte hoofden van gevallen tegenstanders, die hij in zou zetten om de verdedigers te Shika te intimideren.